# Голкохвіст східний
Голкохвіст східний (Chaetura pelagica) — вид птахів родини серпокрильцевих (Apodidae).

## Поширення
Птах гніздиться у східній частині Північної Америки від південної Канади до узбережжя Мексиканської затоки у США, а також іноді в Каліфорнії та Аризоні. Це мігруючий вид, який зимує в східному Еквадорі, Перу, північно-західній Бразилії та північній частині Чилі.

## Опис
Птах завдовжки від 12 до 13 сантиметрів і важить приблизно 21 грам. Голова і потилиця тьмяно-чорні, стають сірувато-коричневими, коли вони опускаються до крупа. Горло і груди світло-сірі, а ноги і дзьоб чорні.